# Gobo (stad)
Gobō (Japans: 御坊市, Gobo-shi) is een stad in de prefectuur Wakayama in Japan.
Op 1 maart 2008 had de stad 26296inwoners en een bevolkingsdichtheid van 599inw./km². De totale oppervlakte van deze stad is 43,93 km². 
De stad werd gesticht op 1 april 1954.

## Verkeer
- Wegen:

Gobo ligt aan de Hanwa-autosnelweg en aan de nationale autowegen 42 en 425.
- Trein : 
  - JR West:  Kisei-lijn
    - Station Dōjōji
    - Station Gobō
    - Station Hatsushima

  - Kishu Railway (紀州鉄道, kishū tetsudō) 
    - Station Gobō
    - Station Gakumon
    - Station Kiigobō
    - Station Shiyakushomae
    - Station Nishigobō